# False flag
Un'operazione sotto falsa bandiera (in inglese: false flag operation o semplicemente false flag) è una qualsiasi operazione commessa con l'intento di mascherare l'effettiva fonte di responsabilità e incolparne un'altra. Consiste in una tattica segreta perseguita con operazioni militari, attività di intelligence e/o spionaggio, condotte in genere da governi, servizi segreti, progettata per apparire come perseguita da altri enti e organizzazioni.
Il termine ha anche acquisito il significato di un'operazione eseguita da un paese contro sé stesso per farne ricadere la responsabilità su paesi nemici od organizzazioni terroristiche, fornendo così un pretesto per una repressione interna o un'aggressione militare verso uno stato estero.

## Storia
Il termine "false flag" ebbe origine nel XVI secolo per indicare "una deliberata falsa rappresentazione dell'affiliazione o dei motivi di qualcuno".
In seguito è stato utilizzato per descrivere uno stratagemma di guerra navale attraverso il quale una nave sventolava la bandiera di un paese neutrale o amico al fine di nascondere la sua vera identità. La tattica era originariamente usata dai pirati e dai corsari per ingannare le altre navi permettendo loro di avvicinarsi prima di attaccarle. Successivamente fu considerata una pratica accettabile durante la guerra navale secondo le leggi marittime internazionali, a condizione che la nave attaccante mostrasse la sua vera bandiera una volta che un attacco era iniziato.

## Caratteristiche
Un'operazione sotto falsa bandiera può vedersi come una versione in grande, strategico-politica, di un falso d'autore, ma non solo: la tattica della falsa bandiera non si limita esclusivamente a missioni belliche e di contro-insorgenza, bensì viene utilizzata anche in tempi di pace, e copre anche operazioni nelle quali il nemico viene guidato a sua insaputa verso il raggiungimento di un obiettivo che lo stesso nemico può persino ritenere essere connaturale al completamento della propria missione e/o all'attuazione della propria strategia.
Operazioni sotto falsa bandiera possono essere utilizzate in stato di guerra o nello spionaggio, ma anche nel business e nel marketing (come in alcune campagne di relazioni pubbliche) o nelle campagne politiche.

## Metodi e strumenti

### Attacchi terroristici
Gli attacchi terroristici possono essere di fatto operazioni sotto falsa bandiera.
Tattiche sotto falsa bandiera sono state ad esempio impiegate nella guerra civile algerina, a partire dalla metà del 1994. Gli squadroni della morte si travestivano da terroristi islamisti e commettevano attacchi sotto falsa bandiera. Tali gruppi includevano la OJAL o la OSSRA (organizzazione segreta per la salvaguardia della Repubblica algerina).

### Pseudo-operazioni
Le pseudo-operazioni sono quelle in cui le forze di una potenza si travestono da forze nemiche e, più in particolare, quando la potenza è uno stato e l'altra potenza è un gruppo rivoluzionario, si traveste da gruppo rivoluzionario, spesso con l'aiuto di transfughi, per operare come squadre in grado di infiltrare le sfere insurrezionaliste. Lo scopo di tali pseudo-operazioni può essere sia quello di raccogliere informazioni d'intelligence sul breve o sul lungo termine, sia quello di impegnarsi in operazioni attive, in particolare assassinii di nemici importanti. Tuttavia, essi di solito implicano entrambi i tipi di azione, in quanto i rischi di smascheramento aumentano col passare del tempo, e conducono quindi a scontri violenti. Le pseudo-operazioni potrebbero essere dirette da forze di polizia, militari o entrambe. Le forze di polizia sono di solito le più adatte a svolgere compiti d'intelligence; tuttavia l'esercito fornisce la struttura necessaria ad appoggiare tali pseudo-operazioni con forze militari.

## Esempi noti

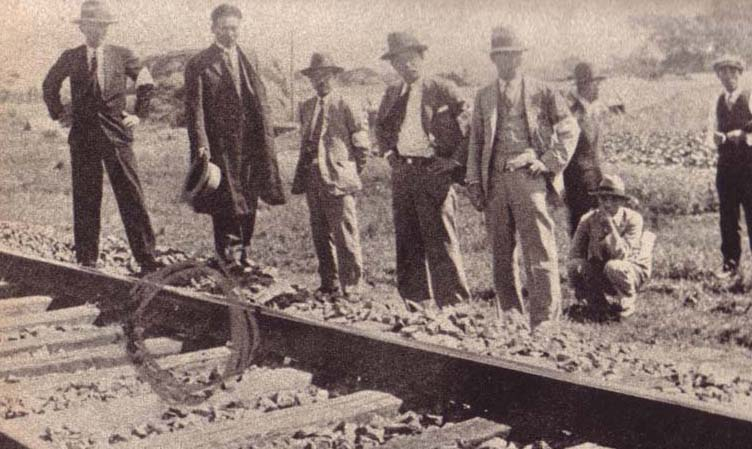
Esperti giapponesi ispezionano la ferrovia "sabotata" della Manciuria meridionale

- 1931 — Durante l'incidente di Mukden alcuni ufficiali giapponesi danneggiarono con la dinamite una ferrovia. A questo casus belli seguì l'invasione giapponese della Manciuria.[8][9][10]
- 1939 — L'Unione Sovietica cannoneggiò il villaggio russo di Mainila, sulla frontiera russo-finnica; si tratta dell'Incidente di Mainila, con il quale venne giustificata l'invasione della Finlandia. Decenni dopo il presidente russo Boris Yeltsin ammise che la Russia si era comportata come aggressore causando lo scoppio della Guerra d'Inverno.[11].
- 1939 — Nella Operazione Himmler il gerarca nazista Reinhard Heydrich costruì una serie di falsi attentati contro obiettivi tedeschi da parte polacca per mobilitare l'opinione pubblica tedesca a favore della Campagna di Polonia, che segnò l'inizio della Seconda Guerra mondiale.[12]
- 1979-1983 - I servizi segreti israeliani condussero una campagna di attentati con autobombe che uccisero molti palestinesi e libanesi, per lo più civili, rivendicata dal "Fronte per la liberazione del Libano dagli stranieri" (FLLE). Il generale israeliano David Agmon affermò che l'obiettivo era quello di "creare il caos tra palestinesi e siriani in Libano, senza lasciare un'impronta israeliana, per dare loro l'impressione di essere costantemente attaccati e infondere in loro un senso di insicurezza". "L'editorialista militare israeliano Ronen Bergman sottolinea che l'obiettivo principale era quello di "spingere l'Organizzazione per la liberazione della Palestina (OLP) a usare il terrorismo per fornire a Israele la giustificazione per un'invasione del Libano".[13]
- 2000 — Il 28 luglio in Perú, durante la protesta nota come la Marcha de los Cuatro Suyos, infiltrati del Servicio de Inteligencia Nacional misero in atto un attentato al Banco de la Nación, causando sei morti e vari feriti.[14]
- 2007-2008 - Il finanziamento, da parte del Mossad durante il periodo 2007-2008 dello Jundallah, movimento sunnita indipendentista del Baluchistan, coinvolto in numerosi attentati in Iran. Il servizio segreto d'Israele aveva arruolato membri del movimento separatista a Londra, fingendosi la CIA, in modo tale che lo Jundallah credesse di avere l'appoggio degli USA. Il gruppo indipendentista usò i kamikaze per colpire pasdaran, moschee e obiettivi governativi iraniani.[15]

## Il dibattito nelle teorie del complotto
È capitato che diversi teorici della cospirazione utilizzassero questo termine per affermare che avvenimenti reali fossero invece dei falsi costruiti ad arte con finalità più o meno oscure.
Ad esempio è accaduto talvolta negli USA che conflitti a fuoco avvenuti in luoghi pubblici, venissero etichettati da esponenti della destra americana o da membri della NRA come operazioni sotto falsa bandiera, effettuati al solo scopo di normare e limitare la compravendita di armamenti.